# Mathias Hietz

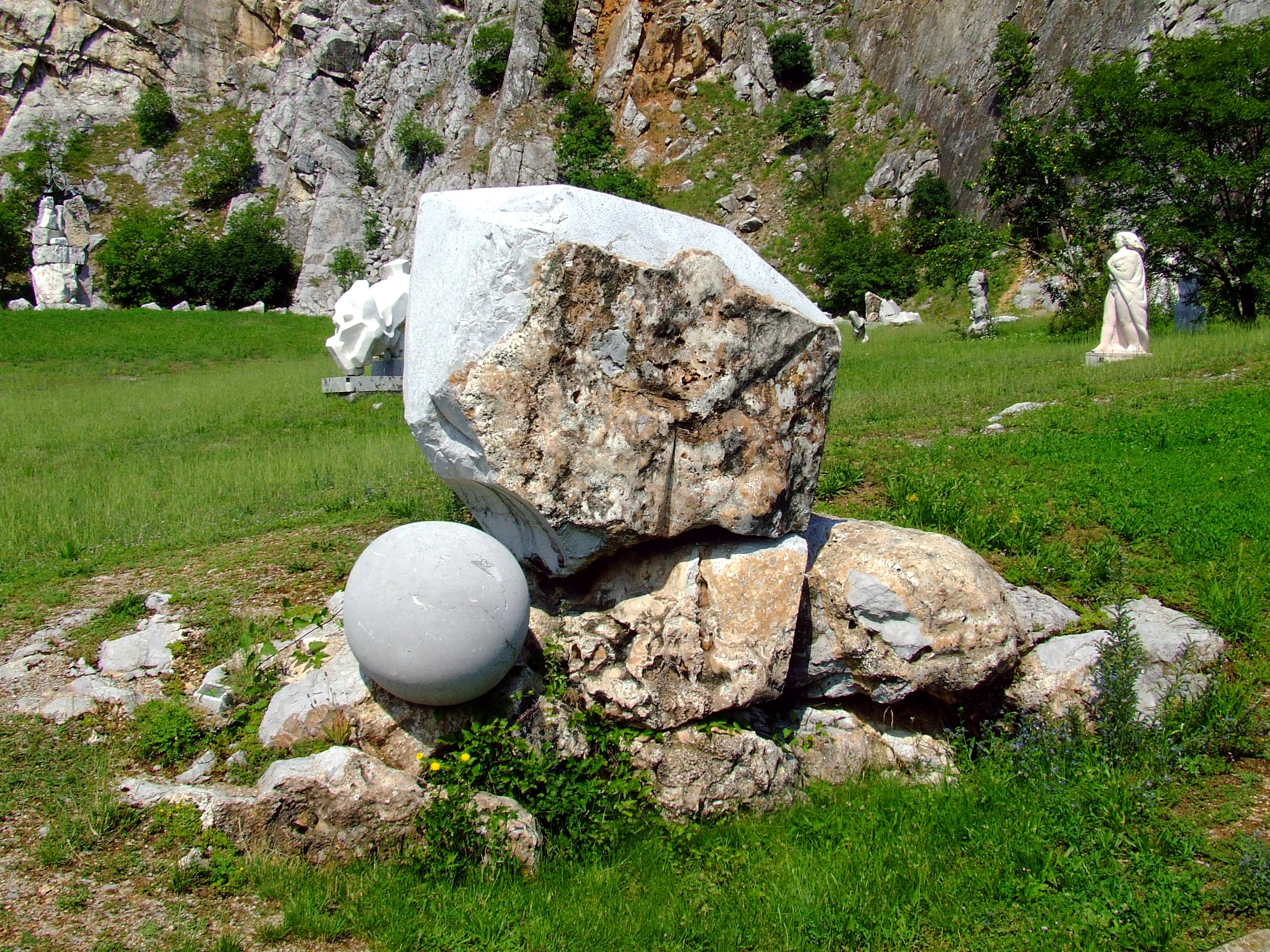
Skulptur von Hietz in Villány in Ungarn

Mathias Hietz (* 1923 in Reisenberg, Niederösterreich; † 30. Mai 1996 in Bad Vöslau) war ein österreichischer Bildhauer. Er war der Initiator des Bildhauersymposions Lindabrunn und arbeitete in Stein, Holz und Metall.

## Leben
Mathias Hietz besuchte in Reisenberg die Volksschule und anschließend die Bürgerschule in Gramatneusiedl, anschließend erlernte er das Zimmererhandwerk. Nach dieser Ausbildung war er Soldat im Zweiten Weltkrieg. Die Kriegserlebnisse haben ihn tief beeinflusst, deshalb ist der apokalyptische Reiter ein immer wiederkehrendes Thema im Schaffen von Hietz. Nach dem Kriegsende studierte er an der Kunstgewerbeschule Salzburg und von 1947 bis 1953 an der Hochschule für Angewandte Kunst Wien, wo er als akademischer Bildhauer abschloss.
Nach seinem Abschluss als Bildhauer erhielt er Auslandsstipendien in Paris, Rom, London und Ägypten.
Im Jahre 1967 gründete er auf Anregung von Karl Prantl das Bildhauersymposion Lindabrunn, das seitdem jährlich bis 1997 stattfand. Er war Bildhauer anlässlich zahlreicher internationaler Symposien, wie beispielsweise in Mauthausen, Vancouver in Kanada, Suwako und Hagi in Japan. Er war Teilnehmer im Bildhauersymposion Forma Viva in Portorož in Slowenien, im Bildhauersymposion Villány in Ungarn und in Acolman in Mexiko.
Hietz war Vizepräsident und Ausstellungsleiter des Wiener Künstlerhauses und Vorsitzender der Bundeskonferenz der bildenden Künstler Österreichs.

## Werke

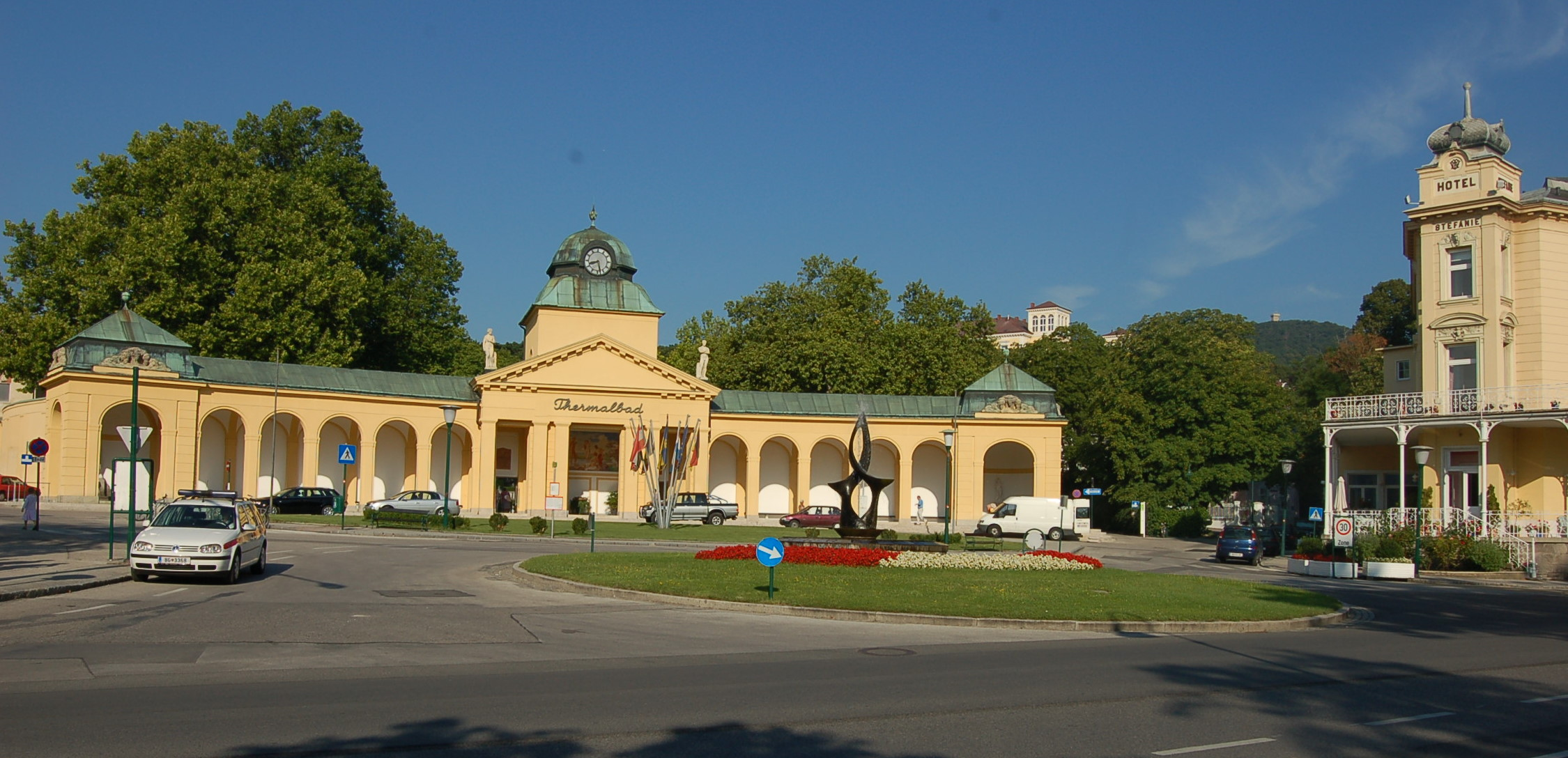
Freiheitsbrunnen vor dem Vöslauer Thermalbad

- Freiheitsbrunnen (1967), Vöslauer Thermalbad[3]
- Christusdarstellung in der evangelischen Kirche Bad Vöslau
- Pferd mit Reiter (1964), Bad Vöslau
- Echsenbrunnen (1966), Volksschule Vöslau
- Bär und Junges (Bauplastik) in Wien-Brigittenau
- „Entfaltung“ (1972), Kapfenberg (Wiener Straße 23)